# Regno di Lanna
Il Regno Lanna (in lingua lanna: ; in thailandese อาณาจักรล้านนา, Anachak Lanna , letteralmente: un milione di campi di riso; in lingua birmana ဇင်းမယ် ပြည်), o Lan Na, fu uno Stato situato nel nord dell'attuale Thailandia dal tredicesimo al diciottesimo secolo. La sua capitale era la città di Chiang Mai.

## Storia

### Premesse
Il Regno Lanna fu preceduto dai Regni di Hiran (situato nella zona dell'odierna Mae Sai, in provincia di Chiang Rai) e di Ngoenyang, fondati dai tai yuan, un'etnia che fa parte dei popoli tai. Attorno all'anno 850, il settimo re di Hiran Laokiang fece costruire la nuova capitale nell'attuale sito di Chiang Saen, che prese il nome di Ngoenyang. Da quel momento il Regno di Hiran fu chiamato Regno di Ngoenyang e si espanse sensibilmente, arrivando ad occupare i territori laotiani di Meuang Sua e Mueang Theng, le odierne Luang Prabang e Dien Bien Phu. In seguito l'influenza del vicino e potente Regno di Hariphunchai introdusse tra la popolazione di Ngoenyang il Buddhismo Theravada.

### Fondazione del Regno
Nel 1250, Ngoenyang fu conquistata dai tai lü del Regno di Chiang Hung, l'odierna Jinghong della prefettura cinese del Xishuangbanna, ai confini tra Yunnan e Laos. Il breve dominio tai lü venne interrotto dall'affermazione delle orde mongole di Kublai Khan, che non occuparono la zona e lasciarono un vuoto di potere di cui approfittò Mengrai, il 25º Re di Ngoenyang. Mengrai sposò la figlia del Re di Chiang Hung e spostò la capitale a Chiang Rai nel 1262. Nel 1292 conquistò il Regno di Haripunchai e fondò il nuovo Regno Lanna. Nel 1296, avrebbe nuovamente spostato la capitale, fondando Chiang Mai (lett. città nuova) ed il nuovo Regno Lanna (lett. un milione di risaie), che avrebbe dominato il nord dell'Indocina per molti anni.

### Espansione e declino
Mengrai strinse una solida alleanza con i sovrani Ngam Mueng di Phayao e Ramkhamhaeng di Sukhothai nel 1276 e nel 1277. Durante il suo regno conquistò molti territori delle odierne province della Thailandia del Nord, rese vassalli i Regni di Chiang Hung e di Mueang Sua (l'odierna Luang Prabang), arrivando a sottomettere alcune municipalità nei territori dell'odierno Vietnam settentrionale e dello Stato Shan.
Dopo la morte di Mengrai, avvenuta nel 1317, vi furono lotte intestine tra i suoi discendenti che ambivano al trono. La situazione si normalizzò attorno al 1330. Nel 1350, Ramathibodi I fondò il Regno di Ayutthaya, che per i successivi due secoli fu spesso in guerra con Lanna. Il potente sovrano Tilokaraj regnò tra il 1441 e il 1487, diede nuovo lustro e fece prosperare il regno, respinse frequenti attacchi di Ayutthaya, aiutò gli alleati laotiani di Lan Xang a respingere un attacco dei vietnamiti, conquistò territori birmani nello Stato Shan e promosse importanti attività religiose. Il regno del suo bis-nipote Mueang Kaeo, tra il 1495 e il 1525, è stato il più prospero, favorito anche dal periodo di relativa pace con Ayutthaya. I re che gli succedettero, indeboliti da scontri tra le varie fazioni nobiliari, inosservanza delle antiche tradizioni e pesanti difficoltà economiche, portarono a un irreversibile declino del regno, fiaccato dalle guerre con gli shan e i siamesi di Ayutthaya.

### Dominazione birmano/siamese
Il Regno Lanna divenne uno stato vassallo birmano nel 1558 e si scatenò una lunga lotta tra gli stessi birmani ed i siamesi di Ayutthaya per la supremazia sui suoi territori. Dopo che nel 1767 Ayutthaya venne distrutta dai birmani, re Taksin del nuovo regno siamese di Thonburi sottrasse il vassallaggio del Regno Lanna ai birmani nel 1775, che però mantennero il controllo di Chiang Saen, facendone un avamposto per le incursioni nel Siam settentrionale.

### Il Regno Lanna diventa Regno di Chiang Mai
Per il contributo fornito nella cacciata dei birmani, nel 1776 il principe lanna Kawila fu nominato da Taksin sovrano/vassallo del nuovo Regno di Chiang Mai, che prese il posto del Regno Lanna. I birmani in quegli anni continuarono ad attaccare la città che fu definitivamente liberata nel 1802, quando le armate di re Rama I del Regno di Rattanakosin, il nuovo nome del Siam dal 1782, sconfissero i birmani nella guerra di Lanna.

### Annessione al Siam
Il crescente potere che le compagnie britanniche del legname assunsero nel territorio Lanna, costruendo nelle foreste una rete stradale, stava diventando per il Siam una minaccia di intrusione coloniale. Queste compagnie avevano inoltre costretto ad indebitarsi i sovrani lanna dopo averli coinvolti in processi legali. Rama V pagò tali debiti, siglò nel 1874 un trattato con i britannici che limitò i poteri delle compagnie del legname ed inviò a Chiang Mai un fratellastro come commissario per controllare le finanze locali. Questi si presentò con una colonna di truppe e gradualmente introdusse il sistema di tassazione in vigore a Bangkok, nominò a sua discrezione nuovi ufficiali e si accaparrò le concessioni per il diboscamento. Le proteste dell'aristocrazia locale furono controllate distribuendo titoli nobiliari e consistenti elargizioni; l'élite di Chiang Mai fu lentamente allontanata dai posti di potere, le tasse furono convogliate al Ministero del Tesoro a Bangkok e fu organizzata una robusta struttura burocratica di tipo piramidale.
Furono i primi passi per l'annessione di Lanna, che avvenne ufficialmente nel 1899 con l'inclusione dei suoi territori nel monthon di Phayap (in thai: พายัพ, termine sanscrito che significa nord-ovest), nel quadro della riforma politico-amministrativa del Siam denominata thesaphiban. Fu mantenuta la dinastia locale ma il potere dei suoi sovrani fu quasi solamente nominale, sotto il rigido controllo dei nuovi governatori inviati da Bangkok. I discendenti della casa reale assunsero il cognome Na Chiangmai (in thai: ณ เชียงใหม่) con la legge sui cognomi emanata da Rama VI nel 1912. L'ultimo sovrano Lanna fu il principe Kaew Nawarat di Chiang Mai, e alla sua morte nel 1939 il titolo fu abolito.